# 스무치 죽이기
《스무치 죽이기》(영어: Death to Smoochy)는 미국에서 제작된 대니 더비토 감독의 2002년 풍자 블랙 코미디 범죄 영화이다. 로빈 윌리엄스, 에드워드 노턴 등이 출연하였고, 앤드루 러자 등이 제작에 참여하였다.
평단으로부터 대체로 부정 평가를 받았으며, 박스 오피스 봄이 되었다.

## 출연진
- 로빈 윌리엄스
- 에드워드 노턴
- 대니 더비토
- 캐서린 키너
- 존 스튜어트
- 팸 페리스
- 마이클 리스폴리
- 하비 파이어스틴
- 대니 우드번
- 빈센트 스키어벨리
- 로버트 프로스키
- 트레이시 월터
- 토드 그라프

## 기타 제작진
- 공동 제작: 더그 데이비슨, 조디 하이든, 질 베즈노이
- 협력 제작: 존 크리드먼, 조슈아 레빈슨, 리사 리어던
- 배역: 마저리 심킨, 로스 클라이즈데일
- 미술: 하워드 커밍스
- 의상: 제인 럼

## 수상
로빈 윌리엄스가 2003년 제23회 골든 라즈베리상 최악의 남우 조연상 후보에 올랐다.